# Skorkov, Havlíčkův Brod
Skorkov là một làng thuộc huyện Havlíčkův Brod, vùng Vysočina, Cộng hòa Séc.